# ابودردا

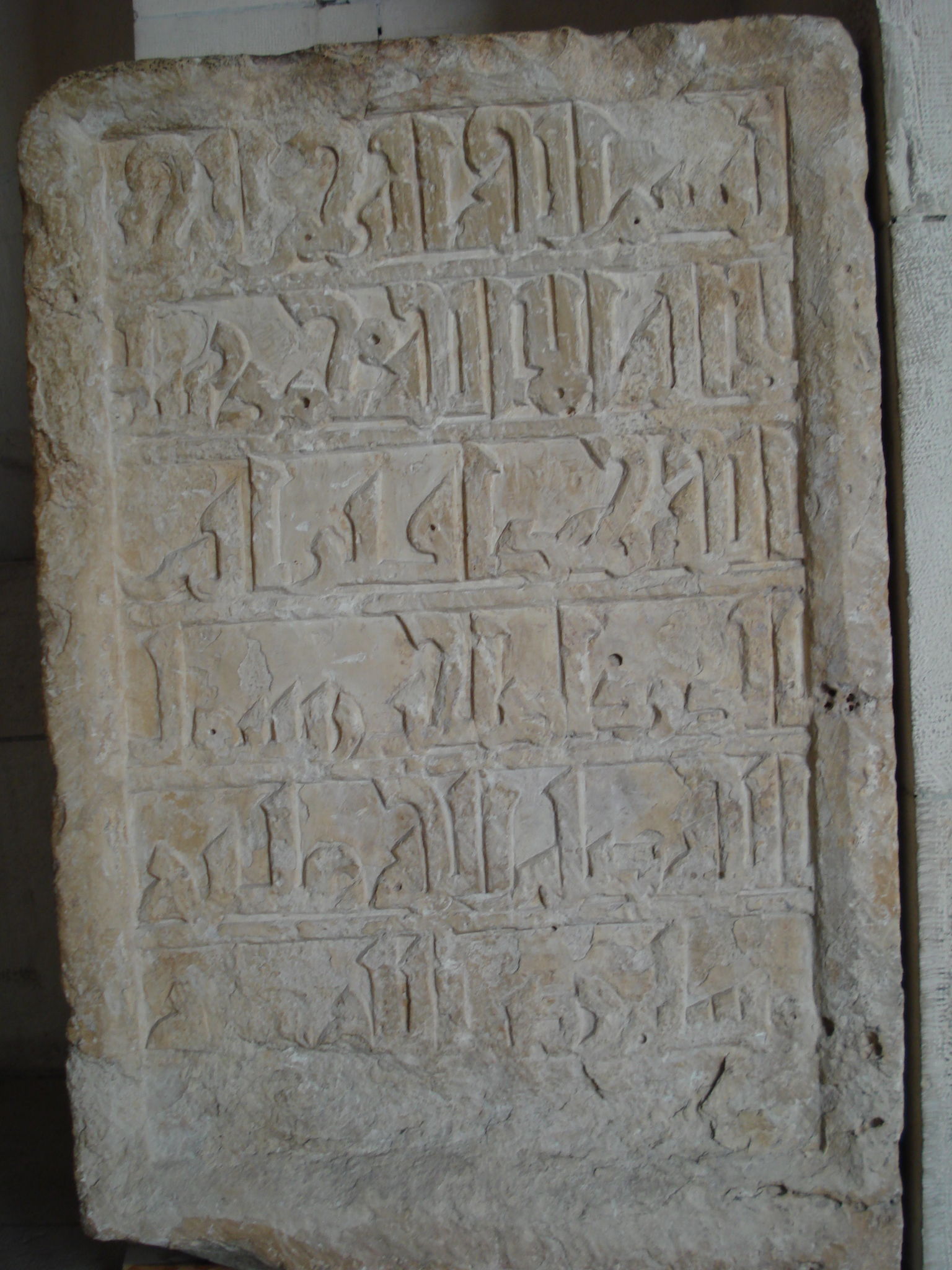
نمایی از کتیبهٔ سنگ‌مزار ابودردا در دمشق - ۲۰۰۷

ابودردا از اصحاب حضرت محمد پیامبر اسلام و از انصار است. او در بین صحابه به حکیم امت معروف است. ابودردا، معاذ، زید بن ثابت، و ابوزید در جمع‌آوری قرآن نقش داشتند. ابودردا با سلمان فارسی پیوند برادری بست. وس در سال ۳۲ هجری در مدینه درگذشت و عثمان بر جنازه‌اش نماز گزارد.